# Östhammar
Östhammar é uma pequena cidade sueca, no nordeste da província histórica de Uppland. Tem cerca de 4 534 habitantes, e é a sede do município de  Östhammar, no condado de Uppsala, situado no centro da Suécia. Está situada a 70 km a nordeste da cidade de Uppsala, e localizada na margem sul do fiorde Östhammarfjärden, junto ao Mar de Åland.